# Stig Orustfjord
Stig Lennart Orustfjord, född 6 januari 1959, är en svensk socionom, ämbetsman och statlig utredare.
Orustfjord utbildade sig till socionom i början av 1980-talet. Han har arbetat som kriminalvårdsinspektör, socialsekreterare och socialinspektör innan han övergick till en chefskarriär där han bland annat varit äldreomsorgschef i Stockholms stad, försäkringsdirektör vid Försäkringskassan och överdirektör på länsstyrelsen i Stockholm 2008–2010.
Orustfjord var generaldirektör för Livsmedelsverket under perioden 1 september 2013 – 10 december 2015, en post han tvingades lämna i förtid efter internt missnöje på myndigheten.
Orustfjord var under tiden 19 december 2009 – 31 mars 2011 särskild utredare i en utredning om hur återbetalning av internationella studieskulder ska kunna förbättras, som avrapporterats i SOU 2010:54 och SOU 2011:26. Han var under tiden 4 juni 2012 – 14 juni 2013 särskild utredare om en nationell förskolegaranti , som avrapporterats i SOU 2013:41.
Parallellt med övriga uppdrag var han ordförande i Svensk Chefsförening från 2007 till september 2013.